# Липова вулиця (Київ, Святошинський район)
Ли́пова ву́лиця — вулиця у Святошинському районі міста Києва, місцевість Святошин. Пролягає від Берестейського проспекту до Горенської вулиці і Львівської вулиці. 

## Історія
Вулиця виникла в 1910-ті роки під такою ж назвою, оскільки вздовж неї було насаджено липи. Стару забудову ліквідовано у 1970–80-ті роки. Нині це фактично внутрішньоквартальний проїзд.